# Lady Windermeres Fächer
Lady Windermeres Fächer é um filme alemão de 1935, do gênero comédia, dirigido por Heinz Hilpert e estrelado por Lil Dagover, Walter Rilla, Hanna Waag e Aribert Wäscher.

## Elenco
- Lil Dagover ... Sra. Erlynne
- Walter Rilla ... Lord Windermere
- Hanna Waag ... Lady Windermere
- Fritz Odemar ... Lord Augustus
- Karl Günther ... Lord Darlington
- Karl Ludwig Schreiber ... Lord Arthur
- Ernst Karchow ... Cecil Graham
- Heinz Salfner ... Duque de Barwick
- Ilse Fürstenberg ... Duquesa de Barwick
- Olga Limburg ... Lady Hutfield
- Paul Dahlke ... banqueiro Brown
- Aribert Wäscher ... diretor
- Paul Bildt
- Grethe Weiser
- Eduard Bornträger ... gerente de palco